# والتر دورنبرگر
 والتر دورنبرگر (آلمانی: Walter Dornberger؛ زاده ۶ سپتامبر ۱۸۹۵ درگذشته ۲۷ ژوئن ۱۹۸۰) یک فیزیک‌دان و افسر آلمانی در دوره رایش سوم و از رهبران پروژه موشکهای وی-۲ در جنگ جهانی دوم بود.